# Antide Boyer

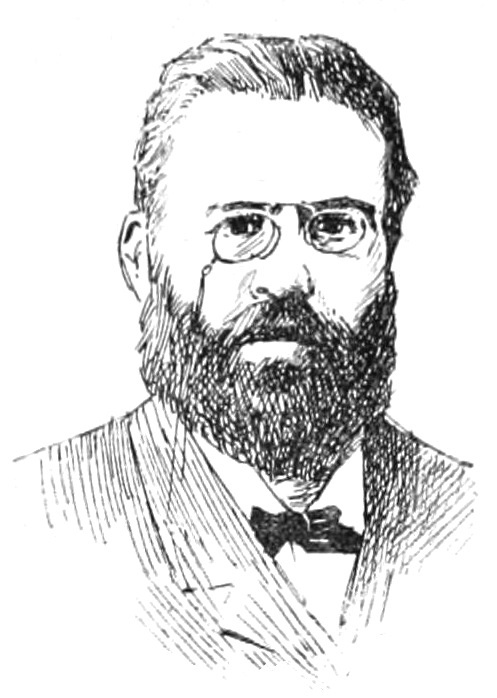
Antide Boyer

Antide Boyer (* 26. Oktober 1850 in Aubagne; † 24. Juli 1918 in Marseille) war ein französischer Politiker. Er war 1885 bis 1909 Abgeordneter der Nationalversammlung und von 1909 bis 1912 Mitglied des Senats.
Boyer war gelernter Töpfer, studierte und wurde bei der Eisenbahn angestellt. Er wurde 1884 Mitglied des Stadtrats von Marseille und konnte 1885 als sozialistischer Kandidat im 5. Wahlkreis von Marseille in die französische Nationalversammlung einziehen. Dort gelang ihm fünfmal die Wiederwahl. Von 1888 bis 1892 war er zudem Bürgermeister seiner Geburtsstadt Aubagne. 1909 wurde durch den Tod eines Senators ein Senatssitz frei, um den sich Boyer erfolgreich bewarb. Bei der nächsten Wahl im Jahr 1912 erlitt er gegen Frédéric Mascle jedoch eine Niederlage. Bis zu seinem Tod 1918 war er nicht mehr politisch aktiv.